# Basalomsättning
Basalomsättning, basalmetabolism eller basalförbränning (engelska Basal Metabolic Rate - BMR) är ett uttryck för hur mycket energi (kcal eller kJ) kroppen gör av med i viloläge, det vill säga hur mycket energi som kroppens organ behöver för att fungera på ett korrekt sätt. Kroppen använder en viss mängd energi under dygnet utan att den utför någon egentlig fysisk aktivitet, det vill säga då individen är vaken men befinner sig i vila. Det går åt en hel del energi bara för att hålla kroppen igång. De inre organen ska fungera, hjärtat ska slå, hjärnan ska koppla och så vidare. Basalmetabolismen varierar från person till person och styrs delvis av arvsmassan. Det som påverkar är bland annat hur bra kroppen är på att ta upp mat, lagra och förbränna den. Basalmetabolismen är generellt högre för män än för kvinnor.
När man bestämmer en individs ämnesomsättning sker detta genom att man tar hänsyn till personens basalmetabolism samt hur mycket personen förbrukar till följd av aktiviteter och dess intensitet. Eftersom basalmetabolismen varierar från individ till individ är det viktigt att räkna ut den som en egen faktor.
Basalomsättningen är en av faktorerna som används vid uträkningarna för bestämningen av nutritionsstatus för en individ.
Varje kilogram extra vikt ökar basalmetabolismen med 12 kcal/dygn för aktiva åldrar.